# Halvsluten halvfrämre rundad vokal
Halvsluten halvfrämre rundad vokal [ʏ] (fil) är ett språkljud. I internationella fonetiska alfabetet skrivs det med tecknet [ʏ]. Det motsvarar svenskans korta /y/, exempelvis i yngel.